# Mathias Ledoux
Mathias Ledoux (* 3. Juli 1953; † 10. März 2005 in Paris) war ein französischer Kameramann und Filmregisseur.

## Werdegang
Ledoux erwarb 1972 einen Abschluss an der École Louis-Lumière und begann als Kameramann beim ORTF. Hier war er in den Bereichen Serien, Dokumentationen und bei Live-Veranstaltungen aktiv.
Nach Kurzfilmen drehte er 2000 seinen ersten Spielfilm, einen Krimi, En face mit Jean-Hugues Anglade und Clotilde Courau. Ein zweiter Film, Three Blind Mice – Mord im Netz folgte 2003. Hier drehte er mit Edward Furlong, Emilia Fox und Elsa Zylberstein. Ledoux starb 2005 an Krebs.

## Filme (Auswahl)
- 1999/2000: Haus der dunklen Wünsche (En face)
- 2003: Three Blind Mice – Mord im Netz (Three Blind Mice)